# Astonishing X-Men
Astonishing X-Men es el nombre de una serie de cómics creados por Marvel y basados en los X-Men. Cuenta con 3 volúmenes, siendo los dos primeros series limitadas y el tercero una serie continua, la cual ha obtenido un gran éxito comercial y de crítica. Este tercer volumen comenzó a publicarse en 2004, guionizado por Joss Whedon y dibujado por John Cassaday. Esta serie ha dado lugar a varias series limitadas: X-Men: Phoenix - Endsong, X-Men: Phoenix - Warsong, S.W.O.R.D. y World War Hulk: X-Men

## Volumen 1 (1995)
El cómic original de Astonishing X-Men es una serie de cuatro cómics que reemplazó al de Uncanny X-Men durante la historia del universo alternativo Era de Apocalipsis. En esta historia, el Profesor X ha sido asesinado 20 años atrás por su propio hijo, Legión. Magneto, quien presencia su muerte, decide seguir el sueño de Xavier y crea su propia patrulla de X-Men. Sin embargo, no prevé la aparición de Apocalipsis y, por ende, la serie trata sobre todo de la pelea entre ambos bandos.
Fue escrito por Scott Lodbell e ilustrado por Joe Madureira y mostraba un equipo de X-Men formado por Rogue, Fuego Solar, Blink, Morph, Sabretooth y Wildchild.

## Volumen 2 (1999)
El segundo volumen fue publicado en 1999 y transcurre después de la historia de The Shattering. En esta serie la mayoría de los X-Men regulares abandonaron el equipo debido a un conflicto con el Profesor X. La serie consta de tres números escritos por Howard Mackie y dibujados por Brandon Peterson, y presentan al grupo interino formado por Cíclope, Jean Grey, Wolverine, Arcángel, Cable y Nate Grey.
El equipo protege a los Mannites (un grupo de niños súper-poderosos genéticamente alterados) de Death, uno de los jinetes de Apocalipsis. Aparentemente Wolverine es asesinado por Death en las últimas páginas de la serie, pero se revela después que "Death" era de hecho un Wolverine controlado mentalmente, y que el "Wolverine" que había sido asesinado era un impostor, un Skrull metamorfo.

## Volumen 3 (2004 - 2013)
En el 2004, Marvel utilizó el título de Astonishing X-Men para una serie regular escrita por Joss Whedon e ilustrada por John Cassaday. Es la continuación de los New X-Men de Grant Morrison y muestra una alineación de personajes similar, entre los que se incluyen Cíclope y Emma Frost como líderes, además de Bestia, Kitty Pride, Coloso (Colossus), Lockheed y Wolverine.
Esta serie añade personajes originales tales como La Agente Especial Abigail Brand, S.W.O.R.D., Hisako Ichiki (Armadura), Ord de Breakworld y Blindfold.
Muchos de los grandes eventos y crossovers del Universo Marvel han sido prácticamente ignorados (Dinastía de M, Diezmados, Guerra Civil), debido a las largas esperas entre números y al deseo del propio Whedon de mantenerse al margen de dichos eventos y crossovers los cuales no eran de su gusto. A pesar del cambio de equipo creativo (Warren Ellis al guion y Simone Bianchi en primer lugar y posteriormente Phil Jiménez a los lápices) la serie sigue presentado falta de periodicidad entre números.

### Etapa Joss Whedon
La primera etapa de la serie, a cargo del equipo creativo Whedon / Cassaday está constituida por los primeros 24 números más el Giant-Size 1 (VII/2004 - VII/2008). Está dividida en cuatro arcos argumentales.

#### Dotados (Gifted) (Nº 1-6; VII/2004 - XII/2004)
El principio de esta saga muestra la reagrupación de los X-Men (Cíclope, Emma Frost, Bestia, Wolverine y Shadowcat (Kitty Pride) al que se unirá luego el dragón extraterrestre Lockheed. En un intento por mejorar la imagen pública de los mutantes, los x-men intervienen en una situación con rehenes comandada por Ord, del planeta Breakworld. Simultáneamente la doctora Kavita Rao hace público el descubrimiento de una cura para los mutantes. Esa misma noche Bestia visita en secreto a la doctora Rao para que ésta le proporcione una muestra de la cura para comprobar su efectividad. Nick Furia le confirma a Cíclope que las armas utilizadas por los fanáticos de Ord son prototipos de S.H.I.E.L.D. Esa noche Bestia hace un descubrimiento devastador: el cuerpo en el que realizan sus pruebas para la cura. En respuesta, los X-Men acuden de inmediato a los laboratorios Benetech (donde se guarda la cura). Durante la exploración del lugar, Kitty Pride descubre que Coloso está vivo (después de que se pensara que había muerto) y que fue resucitado para realizar en él las pruebas para la cura. Mientras tanto, Ord visita la mansión de los X-Men con la intención de enfrentarse a ellos. Al no encontrarlos decide dejarles un "mensaje" al inyectarle la cura a unos de los estudiantes con la capacidad de volar. Ord llega a los laboratorios Benetech donde recibe una brutal paliza por parte de Coloso. Inmediatamente llega Furia junto con sus tropas y la Agente Brand, quien explica que la cura fue creada para tratar de neutralizar la amenaza de la civilización extraterrestre de Breakworld, que se encuentra convencida de una profecía que dice que su planeta será destruido por un mutante de la Tierra. Al final Ord es encarcelado por S.W.O.R.D (unidad de SHIELD destinada a vigilar otros mundos). De esta manera se incorpora Coloso al grupo.
Este arco recibiría un premio Eisner en 2006 y sería alabado como el mejor X-Men de la década.

#### Peligroso (Dangerous) (Nº 7-12; I/2005 - VIII/2005)
Los X-Men junto a los Cuatro Fantásticos derrotan a un monstruo salido del fondo de la tierra. En el Instituto, Alas (el chico que fue inyectado con la "cura" por Ord), creyendo que puede volar, muere en una simulación de la Sala de Peligro. Los psíquicos del Instituto caen inconscientes. Los X-Men se enfrentan a un Centinela en el patio (controlado por la Sala de Peligro) y Kitty se refugia con los estudiantes dentro de la Sala de Peligro, donde quedan atrapados. Emma despierta y les advierte que el enemigo es la propia Sala de peligro, y que está enojada. El programa de la Sala de Peligro ha tomado el cuerpo de Alas y amenaza con matar a todos los estudiantes. Wolverine logra desactivar algunos cables y al abrirse el cuarto, la sala toma una forma humanoide que se hace llamar Peligro, que combate a los X-Men y los derrota, para luego viajar en el jet hacia Genosha y enfrentarse con su "padre", Charles Xavier, con quien nunca ha peleado. Xavier logra derrotar a Peligro. Los X-Men se recuperan gracias a los poderes de sanación de Elixir (Josh) y viajan a Genosha a ayudar a Xavier. Al llegar, Peligro ha logrado transferir vida al gigantesco Centinela que devastó la isla tiempo atrás. Mientras Bestia protege a Xavier de Peligro, quien ha tomado un nuevo cuerpo, el resto de los X-Men combaten al Centinela. Kitty entra en el Centinela y comprende que ahora es como un ser vivo, y que no puede lidiar con el recuerdo de haber matado a más de 16 millones de personas, por lo que se va. Coloso recrimina a Xavier, pues él mantuvo prisionera a Peligro, sin escuchar sus pensamientos. Cíclope desconfía de Emma... ella no le dice cual es su verdadera lealtad... el Club Fuego Infernal está entre las ruinas de Genosha.

#### Desgarrada (Torn) (Nº 13-18; IV/2006 - XII/2006)
Se revela que antes del ataque Centinela a Genosha, Cassandra Nova le ofreció una "mutación secundaria" a Emma Frost, permitiéndole de esta manera sobrevivir convertida en diamante. Emma se reúne con un nuevo Hellfire Club, que lo integran Sebastian Shaw, Cassandra Nova y Ellie Phimister, que son liderados por Perfection. Emma juega con Scott psíquicamente, haciéndolos parecer como Jean y Logan. Al amanecer el día siguiente, Scott está sin poderes e inconsciente, mientras que Cassandra logra regresar a Logan a un estado infantil y convertir a Hank literalmente en una bestia. Sebastian Shaw pelea con Coloso mientras Kitty es atacada por Ellie y hace que no pueda controlar su poder para entrar en "fase", atravesando la Tierra sin control hasta que logra recuperarse y regresar a la mansión para enfrentarse a la traidora de Emma. Peligro ayuda a Ord a escapar de la base de SWORD, sabiendo que el mutante destinado a destruir Breakworld era el mismo al que habían resucitado: Coloso. Perfection se revela con la imagen de la Reina Blanca, y le hace creer a Kitty que tiene un hijo y que se encuentra en una caja en el sótano. Kitty, bajo el control de la Reina Blanca, logra liberar a su "bebe" que en realidad es un capullo, el cual es la prisión orgánica de la mente de Cassandra. Ord y Peligro llegan al Instituto. Scott sin poderes le dispara a los miembros del Hellfire Club... pero, en realidad, no eran sino una creación de Emma, manipulada por restos de Casandra Nova que quedaron en su mente tras encerrarla en el capullo. Cuando Ord y Peligro se disponen a atacar, la nave de SWORD los abduce a todos (incluyendo a la estudiante Hishako con rumbo a Breakworld.

#### Imparable (Unstoppable) (Nº 19-24 y Giant Size Astonishing X-Men 1; II/2007 - VII/2008)
Los X-Men, Peligro y Ord son teletransportados a una nave de S.W.O.R.D., donde la Agente Abigail Brand explica que se dirigen hacia Breakworld, pues -para evitar la profecía- tienen amenazada a la Tierra con un misil en caso de que Ord falle en su misión de erradicar a la raza mutante. En Breakworld, los X-Men conocen a Aghanne, una rebelde de Breakworld quien está detrás de la profecía, en un intento por "purificar" a la civilización. Coloso es el único que puede destruir el núcleo de poder del planeta y es obligado por Aghanne a destruir el núcleo, pero finalmente es detenida por Ord. 
Kitty penetra en el misil para tratar de desactivarlo. Los X-Men descubren que el proyectil no es un misil, sino una bala. No son capaces de detenerlo a tiempo y es disparado junto con Kitty Pride. Los héroes de la tierra se juntan para planear como detener la bala, pero al intentar detenerlo con magia, caen en una ilusión alterna, dejándolos inmovilizados. Kitty Pride, en una impresionante demostración de poder, hace "pasar" la enorme bala a través de la Tierra junto con ella. Las personas y los héroes más poderosos miran pasmados.
Después, Cíclope revela a Coloso que el Dr. Extraño y los científicos más brillantes han intentado localizar a Kitty y extraerla de la bala mientras se sigue alejando, pero todos han fallado, y no tienen seguro si se ha fusionado con la bala o si al menos está viva. La saga termina con Coloso recordando momentos con Kitty, así como las palabras que le dijo: "Todo es tan frágil, hay tanto conflicto y dolor. Esperas a que el polvo se asiente cuando te das cuenta que así es, el polvo es tu vida pasando. Si la felicidad viene, ese extraño y ajeno regocijo que es la felicidad, creo que debes tomarlo mientras puedas. Tomas lo que puedas tener, por que está aquí y después, se fue." Mientras que la bala se aleja en el espacio.

### Etapa Warren Ellis
A partir del Nº 25 (IX/2008) continúa la serie a manos de Warren Ellis en el guion y Simone Bianchi en el dibujo.

#### Caja Fantasma (Ghostly Box) (Nº 25-30; IX/2008 - VIII/2009 y la miniserie "Cajas Fantasmas" 1-2; XII/2008 - I/2009)[4]
El escenario es San Francisco. En esta etapa vuelve al equipo Tormenta.
Con sede en San Francisco, Ellis creó el X-Men como protectores de la ciudad. El nuevo equipo estaba formado por Cíclope, Emma Frost, Bestia, Wolverine, Armadura y, más tarde, Tormenta. Los X-Men descubrieron una parcela de síntesis mutante de un asesinato inusual. El asesino (designado 'X') se encuentra, fijación y reiniciar la "caja fantasma" del mismo nombre en una nave espacial. X fue derrotado, pero se suicidó antes que rendirse información acerca de sus intenciones y "el anexo."
El equipo regresó a San Francisco con "caja misteriosa" Suspect X (en realidad un "Ghost Box") en el remolque y se lo dio a Hank con una jeringa llena de sangre Suspect X. Tras el análisis de la caja y de la sangre, Hank dijo a Scott que después de haber pasado más de fichero sospechoso de X parece existir hablar de una guerra secreta entre sospechosos pueblo de X y el mutante asesinados desde el comienzo del arco de la historia. También se habla de un lugar misterioso llamado Tian, que está en China y que despierta el interés de Wolverine. Después de analizar la sangre del sospechoso X, Hank se entera de que Suspect X es un mutante normal, pero con el gen X en un cromosoma diferente. Al igual que la víctima del asesinato, Hank cree que Suspect X es un mutante manufacturado. Hank quiere traer Abigail Brand desde S.W.O.R.D. para ayudar a investigar este asunto, pero Scott está en contra de eso. Al final, contra los deseos de Scott, Agente Brand se pone en que permite a los X-Men saben que el Ghost Box es un portal dimensional entre diferentes realidades. Hank se concluye que X Sospechoso no es un mutante manufacturado después de todo; en realidad, sospechoso de X el gen x se encuentra normalmente en un cromosoma diferente. Marca quiere convertir este caso en un caso-ESPADA solo pero Scott se contrarresta. Marca da Scott y los X-Men tiempo para investigar antes de que ella trae en ESPADA Con la ayuda de Wolverine, los X-Men localizar Tian, que es un área inexplorada de China de que hay vigilancia o sistema de satélites se pueden obtener a través de, ni siquiera el gobierno chino. Los X-Men son capaces de colarse en Tian y descubrir la sede de un grupo secreto de mutantes informalmente mencionado por Hank como los "X-men chinos." Lamentablemente, parece que han muerto a causa de los efectos asociados de M-Day.
Como Storm y Emma investigan el templo a tierra, Emma se da cuenta de que no están solos y que ella tendrá que cambiar a su forma de diamante, dejándola sin su telepatía. Ella transmite la información a Cyclops que está con Bestia, armadura y Wolverine. Como Armor y Logan se van a buscar el templo para cualquier otra persona, Scott y Bestia discuten Forge, M-Day y sus efectos en el multiverso. Armadura y Wolverine se encuentran con un hombre que puede disparar rayos láser de su dedos, Storm y Emma perder sus poderes en presencia del escondite mutante de ellos y Cyclops y Bestia adquieren un mutante con una mutación extraña camaleón. Después de los X-Men toman por sus enemigos, que revelan a los X-Men que tienen un amigo en común, Forge. [8] Emma continúa para interrogar a los cautivos a los X-Men y el equipo descubre que Forge creó los mutantes manufacturados (incluyendo el víctima en el comienzo del arco). Él creó estos "mutantes" para una contra-ataque contra la Anexión utiliza un receptor fantasma que adquirió.
El jefe del equipo hacia donde se encuentra y Forge están preocupados acerca de la próxima reunión. Tras un breve debate con Forge, Cíclope y Tormenta tratan de razonar con él, pero él es muy decidido a ver a su plan a través de. La insistencia de Forge parece surgir de años de ser ignorado y descuidado y que quiere dejar un legado y salvar al mundo. Bestia tiene Abigail Brand para enviar un rayo láser inmensamente poderoso en el portal de Ghost Box. Tormenta insta Forge escapar, pero él prefiere enfrentarse a la muerte que la humillación y el equipo se escapa como el rayo destruye tanto el Ghost Box y el mundo de dónde han venido los invasores.

#### Exogenetic (Nº 31-35; XII/2009 - X/2010)
A partir de este número Phil jimenez se hace cargo del dibujo.

#### Xenogenesis (Nº 1-5; VII/2010 - IV/2011)
Serie limitada en la que Kaare Andrews se hace cargo del dibujo.

## What If?
En este número único se abordan alternativas a la versión oficial: ¿y si Ord hubiera resucitado a Jean Grey en lugar de a Coloso? ¿Y si Peligro se hubiese convertido en esposa de Ultrón? 